# Культура Бельбаши
Культура Бельбаши — археологічна культура епохи пізнього палеоліту і мезоліту, названа по знахідках у печері Бельбаши на півдні  Туреччини на південний захід від Анталії. Нерідко розглядається в комплексі зі знахідками в розташованій у декількох кілометрах від Бельбаши печери Бельдибі епохи пізнього мезоліту і неоліту; нарешті, в найширшому сенсі, культура охоплює декілька печер на захід від Анталії, у тому числі неолітичні печери Чаркин, Окюзлю і Караїн. Така тривала послідовність знахідок від палеоліту до неоліту є майже унікальною; аналогом є печера Франхті у Греції.
Типовий інструментарій культури Бельбаши включає наконечники стріл з хвостовиком, трикутні наконечники і леза із скошеною усіченою верхівкою.
З пізнішою культурою Бельдибі (по назві ближньої печери Бельдибі) пов'язані розфарбовані зображення, висічені на стінах печери, — до теперішнього часу єдині відомі петрогліфи у західній  Азії, а також натуралістичний і геометричний орнамент на предметах побуту. Вироби цієї культури — це предмети з обсидіану, імпортованого імовірно з Таврських гір або з півночі з річки Гедиз, і ранні форми кераміки. Зустрічаються кістки оленя, гірського козла і великої рогатої худоби. Окрім цього, джерелами їжі були риболовля у Середземному морі і збір дикорослих злаків. Свідчення власного виробництва продуктів або скотарства відсутні.
Донині археологи розходяться в думках з приводу того, чи є протонеолітична культура Бельдибі продовженням мезолітичної культури Бельбаши.
Серед кам'яних виробів обох культур переважають мікроліти.
Артефакти культури Бельбаши свідчать про ранні зв'язки з Кебарською індустрією. Поселення культури Бельбаши були довготривалими, схожими з типовими поселеннями Натуфійської культури, багато хто з них пізніше еволюціонував в сільськогосподарські поселення, що нагадують поселення-попередник Єрихону, — Телль ес-султан, виникнення якого датується близько 7800 р. до н. е.
Культура Бельбаши не вплинула на розвиток доісторичних культур Анатолії і Близького Сходу, але вплинула, мабуть, на доісторичну Європу, оскільки її носії, мабуть, мігрували на захід близько 5000 р. до н. е. і принесли в Європу зачатки сільського господарства і тваринництва.

## Виноски
1. ↑  - orange.fr/atil/atil/xxx.htm Debut du neolithique[недоступне посилання з квітня 2019]